# Polygaster egregia
Polygaster egregia là một loài ruồi trong họ Tachinidae.